# برنارد سيغر
برنارد سيغر (بالألمانية: Bernhard Seeger)‏ (و. 1927 – 1999 م) هو سياسي، وكاتب سيناريو، وكاتب من ألمانيا، وألمانيا الشرقية، توفي في بوتسدام، عن عمر يناهز 72 عاماً.

## جوائز
حصل على جوائز منها:
- جائزة هاينريش مان  [لغات أخرى]‏ (1962)[4]
- Johannes-R.-Becher-Medaille [الإنجليزية]‏
- الجائزة الوطنية لجمهورية ألمانيا الديمقراطية
- راية العمل [الإنجليزية]‏
- نيشان كارل ماركس

## وصلات خارجية
- برنارد سيغر على موقع IMDb (الإنجليزية)
- برنارد سيغر على موقع كينوبويسك (الروسية)

- برنارد سيغر في قاعدة بيانات الأفلام على الإنترنت